# Avoch Bay
Avoch Bay ist eine Nebenbucht des Moray Firth an der schottischen Ostküste. Sie liegt an der Südküste der Halbinsel Black Isle und gehört administrativ zur Council Area Highland beziehungsweise zur traditionellen Grafschaft Ross-shire (Verwaltungsgrafschaft Ross and Cromarty).

## Geographie
Bei Avoch Bay handelt es sich um eine flache Bucht an der Nordküste des Inner Moray Firths. Die Bucht spannt sich vom Kap Chanonry Point im Osten bis zu einer Landspitze am Fuße des 79 Meter hohen Ormond Hills. Chanonry Point mit der gegenüberliegenden Landspitze um Fort George schnürt den Moray Firth an dieser Stelle bis auf eine Weite von 1,2 Kilometer ein und markiert damit den Beginn des Inner Moray Firths. Entlang der Bucht erstrecken sich mit dem namensgebenden Avoch und Fortrose zwei Ortschaften. In Avoch mündet der Bach Avoch Burn in die Bucht. Sie weist eine Weite von 5,3 Kilometern auf und schneidet dabei etwa 1,7 Kilometer in die Landmasse der Black Isle ein.

## Umgebung
Das Chanonry Lighthouse am Chanonry Point markiert das östliche Ende der Bucht. Der Leuchtturm wurde 1846 nach einem Entwurf des schottischen Ingenieurs Alan Stevenson errichtet und ist heute denkmalgeschützt. Südwestlich des Turms ragt der Chanonry Pier 228 Meter in die Bucht. Er diente einst als Anlegestelle der Fähre nach Ardersier, deren Betrieb spätestens 1744 aufgenommen wurde. Mit dem Fortrose Harbour und dem Avoch Harbour entstanden in den 1810er Jahren zwei von Thomas Telford geplante Hafenanlagen an der Avoch Bay. Vom Ormond Hill überblickte die womöglich königliche Burg Ormond Castle (auch Castle of Avoch) die Bucht. Sie wurde womöglich um 1179 erbaut.
Zwischen Avoch und Fortrose führt die A832 als Küstenstraße entlang der Bucht. Parallel verlief einst eine aus Muir of Ord kommende Stichbahn nach Fortrose. Sie wurde zwischenzeitlich aufgelassen und abgetragen.